# Pharaphodius pseudimpurus
Pharaphodius pseudimpurus är en skalbaggsart som beskrevs av Vladimir Balthasar 1941. Pharaphodius pseudimpurus ingår i släktet Pharaphodius och familjen Aphodiidae. Inga underarter finns listade i Catalogue of Life.